# Anders-Perstjärnen
Anders-Perstjärnen är en sjö i Vindelns kommun i Västerbotten och ingår i Hörnåns huvudavrinningsområde.